# Ерл Монро
Вернон Ерл Монро (англ. Vernon Earl Monroe, нар. 21 листопада 1944, Філадельфія, США) — американський професіональний баскетболіст, що грав на позиціях атакувального захисника і розігруючого захисника за дві команди НБА — «Балтимор Буллетс», яка навіки закріпила за ним ігровий №10, та «Нью-Йорк Нікс», яка навіки закріпила за ним ігровий №15. Чемпіон НБА.
1990 року введений до Баскетбольної Зали слави як гравець.

## Ігрова кар'єра
Починав грати у баскетбол у команді старшої школи Джона Бартрема (Філадельфія, Пенсільванія). Там за велику кількість вигаданих нових рухів його називали Томасом Едісоном. На університетському рівні грав за команду Вінстон-Салем Стейт. 
1967 року був обраний у першому раунді драфту НБА під загальним 2-м номером командою «Балтимор Буллетс». Захищав кольори команди з Балтимора протягом наступних 4 сезонів. У першому сезоні виграв нагороду Новачка року НБА, набираючи 24,3 очка за гру. У матчі проти «Лос-Анджелес Лейкерс» забив 56 очок, що стало рекордом франшизи, який зміг побити Гілберт Арінас лише 2006 року. Разом з Весом Анселдом сформував потужний атакувальний дует. Також став відомим завдяки своїм кидкам, схожим на циркові трюки.
Другою і останньою ж командою в кар'єрі гравця стала «Нью-Йорк Нікс», до складу якої він приєднався 1971 року і за яку відіграв 9 сезонів. 1973 року разом з партнером по команді Волтом Фрезьєром привів Нью-Йорк до чемпіонства у НБА.
Будучи чотириразовим учасником Матчів усіх зірок, завершив кар'єру 1980 року через постійні проблеми з коліном.

## Статистика виступів в НБА
| † | Позначає сезон, в якому Ерл Монро ставав чемпіоном НБА |

### Регулярний сезон
| Сезон              | Команда            | GP  | GS | MPG  | FG%  | 3P% | FT%  | RPG | APG | SPG | BPG | PPG  |
| ------------------ | ------------------ | --- | -- | ---- | ---- | --- | ---- | --- | --- | --- | --- | ---- |
| 1967–68            | «Балтимор Буллетс» | 82  |    | 36.7 | .453 |     | .781 | 5.7 | 4.3 |     |     | 24.3 |
| 1968–69            | «Балтимор Буллетс» | 80  |    | 38.4 | .440 |     | .768 | 3.5 | 4.9 |     |     | 25.8 |
| 1969–70            | «Балтимор Буллетс» | 82  |    | 37.2 | .446 |     | .830 | 3.1 | 4.9 |     |     | 23.4 |
| 1970–71            | «Балтимор Буллетс» | 81  |    | 35.1 | .442 |     | .802 | 2.6 | 4.4 |     |     | 21.4 |
| 1971–72            | «Балтимор Буллетс» | 3   |    | 34.3 | .406 |     | .722 | 2.7 | 3.3 |     |     | 21.7 |
| 1971–72            | «Нью-Йорк Нікс»    | 60  |    | 20.6 | .436 |     | .786 | 1.5 | 2.2 |     |     | 11.4 |
| 1972–73†           | «Нью-Йорк Нікс»    | 75  |    | 31.6 | .488 |     | .822 | 3.3 | 3.8 |     |     | 15.5 |
| 1973–74            | «Нью-Йорк Нікс»    | 41  |    | 29.1 | .468 |     | .823 | 3.0 | 2.7 | .8  | .5  | 14.0 |
| 1974–75            | «Нью-Йорк Нікс»    | 78  |    | 36.1 | .457 |     | .827 | 4.2 | 3.5 | 1.4 | .4  | 20.9 |
| 1975–76            | «Нью-Йорк Нікс»    | 76  |    | 38.0 | .478 |     | .787 | 3.6 | 4.0 | 1.5 | .3  | 20.7 |
| 1976–77            | «Нью-Йорк Нікс»    | 77  |    | 34.5 | .517 |     | .839 | 2.9 | 4.8 | 1.2 | .3  | 19.9 |
| 1977–78            | «Нью-Йорк Нікс»    | 76  |    | 31.2 | .495 |     | .832 | 2.4 | 4.8 | .8  | .3  | 17.8 |
| 1978–79            | «Нью-Йорк Нікс»    | 64  |    | 21.8 | .471 |     | .838 | 1.2 | 3.0 | .8  | .1  | 12.3 |
| 1979–80            | «Нью-Йорк Нікс»    | 51  |    | 12.4 | .457 |     | .875 | .7  | 1.3 | .4  | .1  | 7.4  |
| Усього за кар'єру  | Усього за кар'єру  | 926 | ?  | 32.0 | .464 |     | .807 | 3.0 | 3.9 | 1.0 | .3  | 18.8 |
| В іграх усіх зірок | В іграх усіх зірок | 4   | 3  | 21.3 | .359 |     | .706 | 3.0 | 2.8 | .3  | .0  | 10.0 |

### Плей-оф
| Сезон             | Команда            | GP | GS | MPG  | FG%  | 3P% | FT%  | RPG | APG | SPG | BPG | PPG  |
| ----------------- | ------------------ | -- | -- | ---- | ---- | --- | ---- | --- | --- | --- | --- | ---- |
| 1969              | «Балтимор Буллетс» | 4  |    | 42.8 | .386 |     | .806 | 5.3 | 4.0 |     |     | 28.3 |
| 1970              | «Балтимор Буллетс» | 7  |    | 42.7 | .481 |     | .800 | 3.3 | 4.0 |     |     | 28.0 |
| 1971              | «Балтимор Буллетс» | 18 |    | 37.3 | .407 |     | .793 | 3.6 | 4.1 |     |     | 22.1 |
| 1972              | «Нью-Йорк Нікс»    | 16 |    | 26.8 | .411 |     | .789 | 2.8 | 2.9 |     |     | 12.3 |
| 1973†             | «Нью-Йорк Нікс»    | 16 |    | 31.5 | .526 |     | .750 | 3.2 | 3.2 |     |     | 16.1 |
| 1974              | «Нью-Йорк Нікс»    | 12 |    | 33.9 | .491 |     | .855 | 4.0 | 2.1 | 0.7 | 0.8 | 17.4 |
| 1975              | «Нью-Йорк Нікс»    | 3  |    | 29.7 | .267 |     | .818 | 3.0 | 2.0 | 1.3 | 0.7 | 14.0 |
| 1978              | «Нью-Йорк Нікс»    | 6  |    | 24.2 | .387 |     | .611 | 0.8 | 2.8 | 1.0 | 0.0 | 9.8  |
| Усього за кар'єру | Усього за кар'єру  | 82 | ?  | 33.1 | .439 |     | .791 | 3.2 | 3.2 | 0.9 | 0.5 | 17.9 |